# Projecció capsular

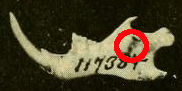
Oryzomys palustris té una projecció capsular reduïda.

En els rosegadors, la projecció capsular és una càpsula òssia que conté l'arrel de la incisiva inferior. És visible en forma de prominència a l'os de la cara labial (exterior) del maxil·lar inferior. La mida d'aquesta projecció varia significativament d'una espècie a l'altra.
La majoria d'orizominis tenen una projecció capsular ben desenvolupada, que generalment se situa darrere de l'apòfisi coronoide, però molts en tenen una de petita ubicada a sota d'aquesta apòfisi i alguns no en tenen cap. Els fil·lotinis i els akodontinis també tenen una projecció capsular de mida variable.